# Нар'ян-Мар (аеропорт)
Аеропорт Нар'ян-Мар (IATA: NNM, ICAO: ULAM) - аеропорт спільного базування федерального значення міста Нар'ян-Мар, Ненецький автономний округ, Росія. Розташований за 3 km на схід від центру міста. 
Належить Міністерству оборони РФ. Цивільному сектору належить перон, руліжні доріжки, місця стоянок.

## Приймаємі типи повітряних суден
Ан-2, Ан-12, Ан-24, Ан-74, Ан-148, Ил-114, Ту-134, Як-40, Як-42, ATR 42, Boeing 737, Bombardier CRJ 100/200, Sukhoi Superjet 100 і легші, гелікоптери всіх типів. У виняткових випадках можливий прийом літаків Ил-76, Ту-154, Ту-204 и Ту-214.

## Авіалінії та напрямки
| Авіакомпанія  | Пункт призначення               |
| ------------- | ------------------------------- |
| Komiaviatrans | Кіров, Сиктивкар                |
| Nordavia      | Архангельськ, Ст Петербург      |
| RusLine       | Архангельськ, Єкатеринбург      |
| Saravia       | Москва-Домодєдово, Ст Петербург |
| Utair         | Москва-Внуково                  |